# Synagogue de Westhoffen
La synagogue de Westhoffen est un monument historique situé à Westhoffen, dans le département français du Bas-Rhin.

## Localisation
Ce bâtiment est situé place de la Synagogue à Westhoffen.

## Historique
L'édifice fait l'objet d'une inscription au titre des monuments historiques depuis 1990.

## Architecture

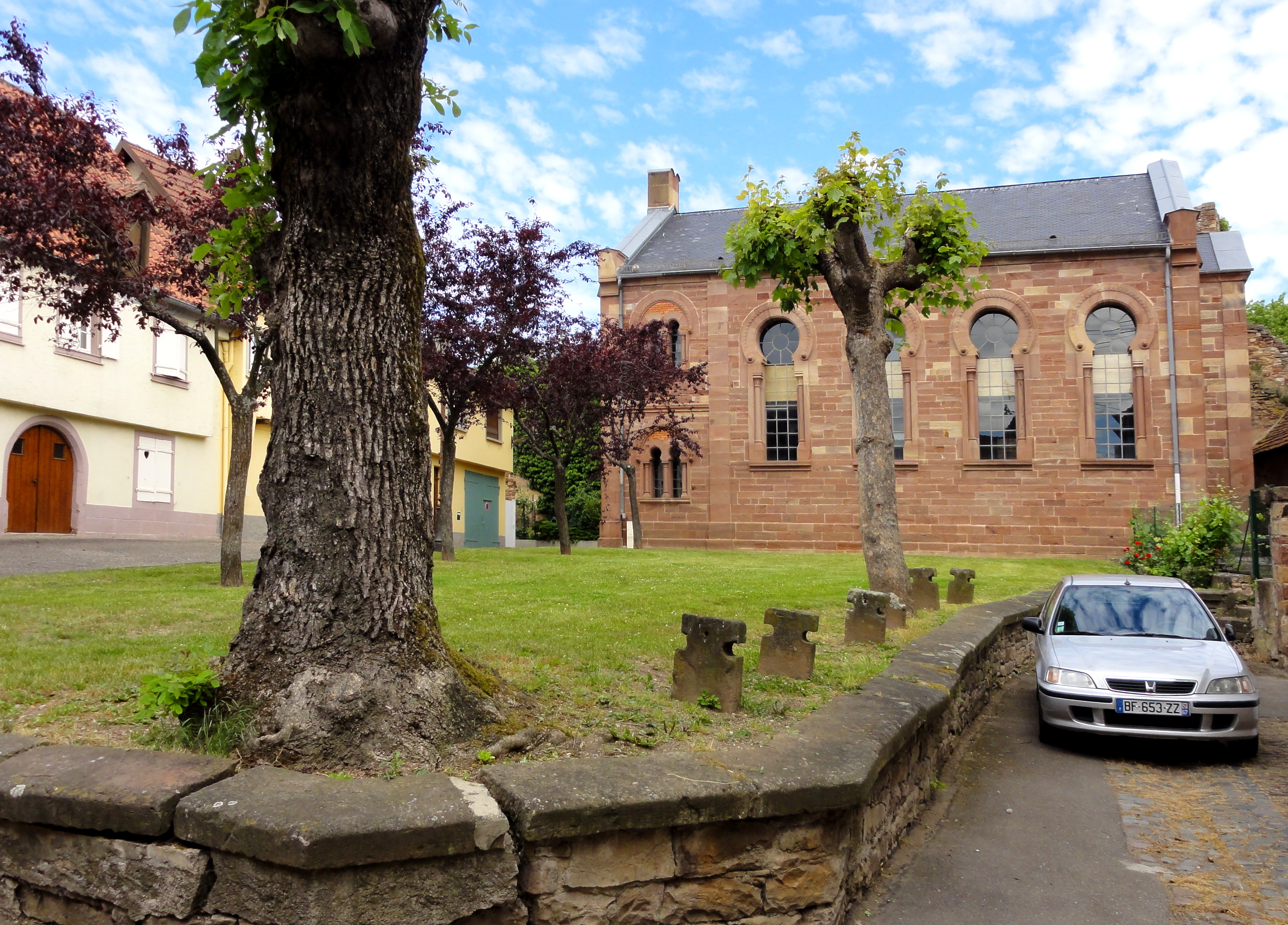
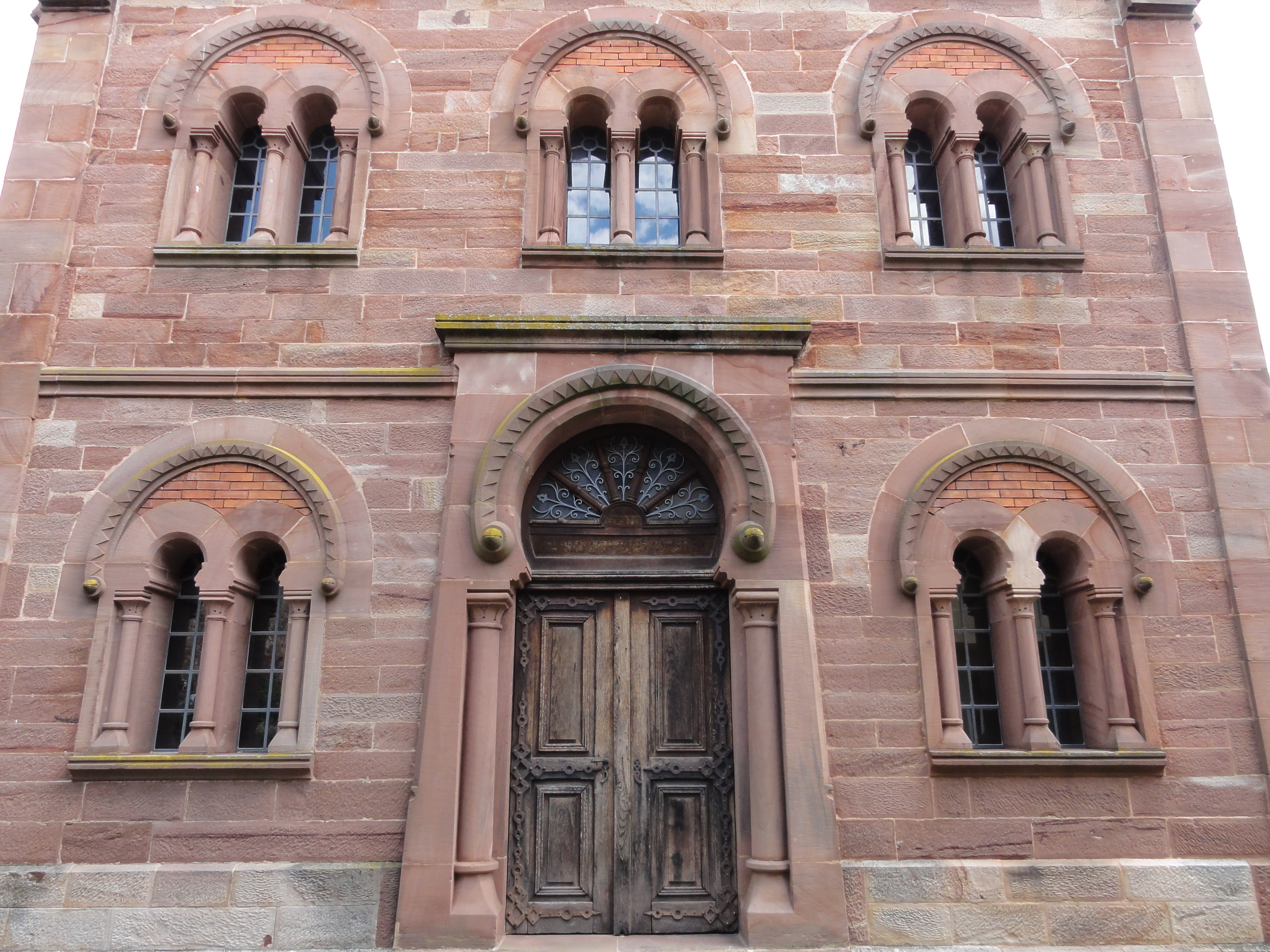
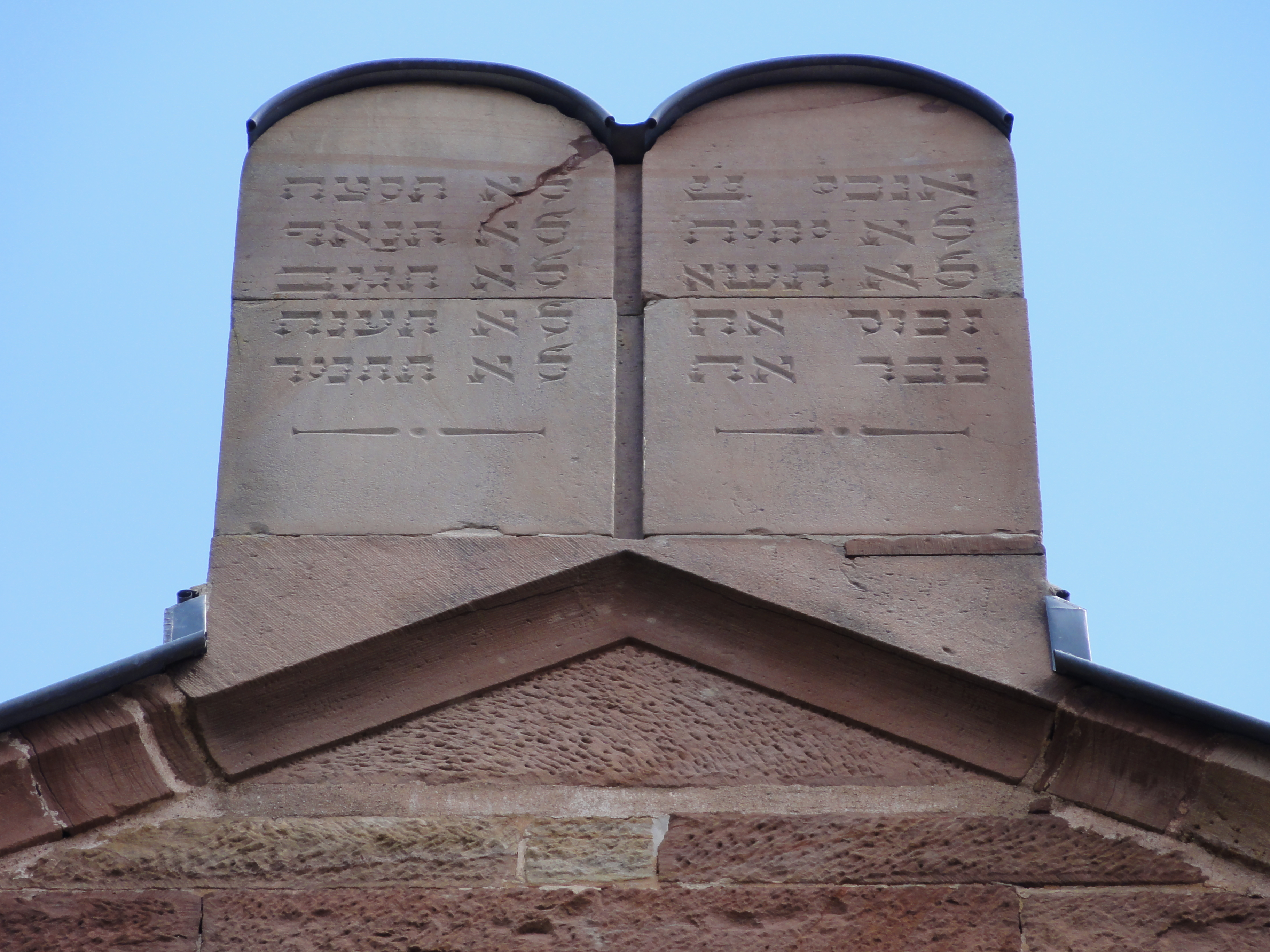
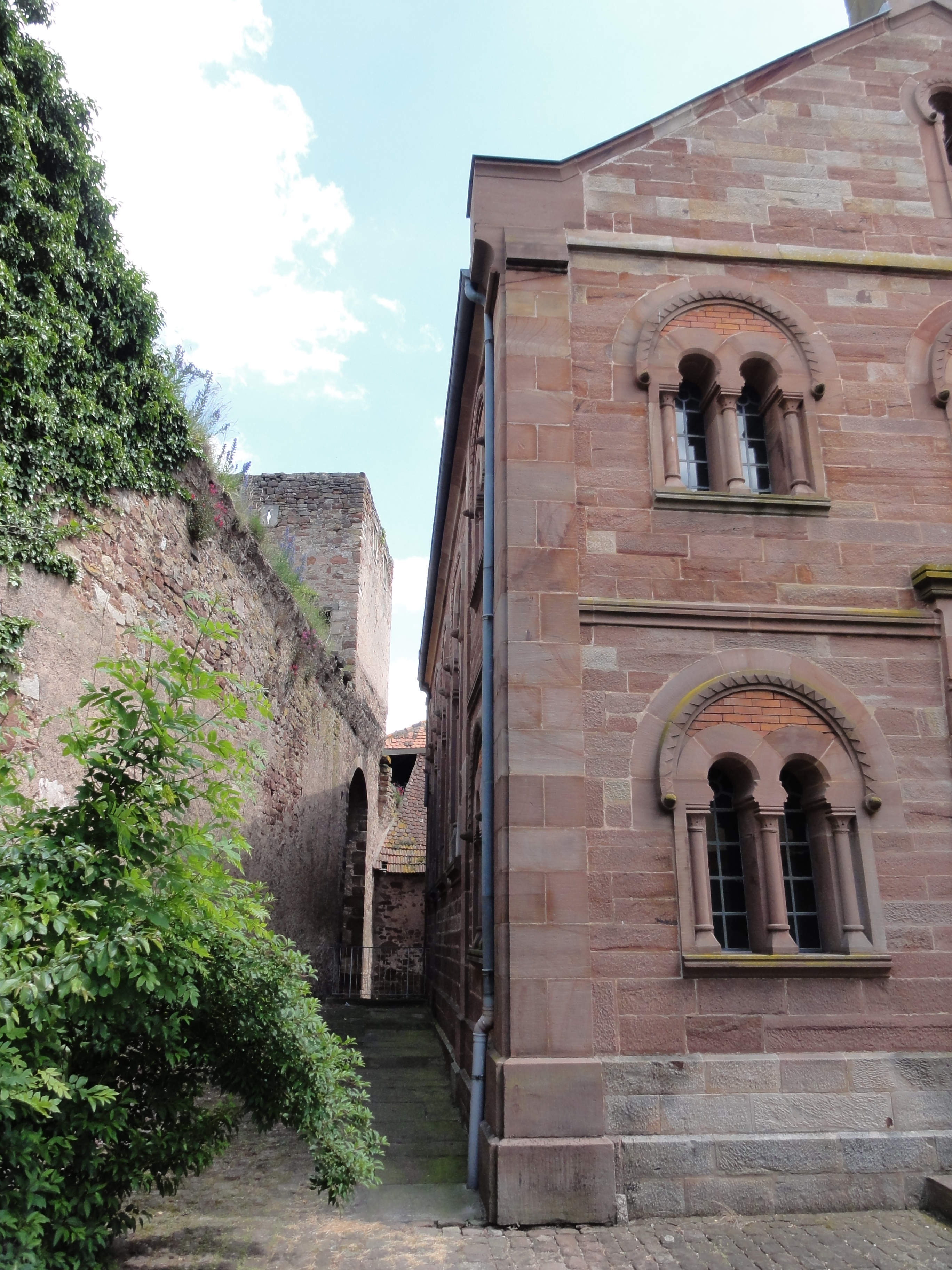